# تپه دوینه، علی‌آباد پل شکسته
تپه دوینه۸۱ -K مربوط به دوران پیش از تاریخ ایران باستان است و در شهرستان کنگاور، رپ واقع شده و این اثر در تاریخ ۱۰ دی ۱۳۸۱ با شمارهٔ ثبت ۶۶۱۹ به‌عنوان یکی از آثار ملی ایران به ثبت رسیده است.